# Eduardo Mallea
Eduardo Mallea (n. 14 august 1903 - d. 12 noiembrie 1982) a fost un scriitor, critic cultural și diplomat argentinian.
Opera sa romanescă reprezintă o introspecție a psihologiei personajelor aflate într-o dureroasă confruntare cu sinele și o analiză acută a mentalității argentiniene din acea perioadă.

## Scrieri
- 1926: Cuentos para una inglesa desesperada ("Povestiri pentru o englezoaică disperată");
- 1935: Nocturno Europeo ("Nocturnă europeană");
- 1936: La Ciudad junto al rio inmóvil ("Orașul de pe râul nemișcat");
- 1937: Historia de una pasión Argentina ("Povestea unei pasiuni argentiniene");
- 1940: La Bahía del Silencio ("Golful tăcerii");
- 1941: El sayal y la púrpura ("Postavul și purpura"), eseuri;
- 1950: Los enemigos del alma ("Dușmanii sufletului").

Mallea a fost unul dintre întemeietorii publicației Revista de América.